# Jandré Marais

a Compétitions nationales et continentales officielles uniquement.

Dernière mise à jour le 8 août 2020.
Jandré Marais (né le 14 juin 1989 à Welkom) est un joueur sud-africain de rugby à XV, évoluant habituellement au poste de deuxième ligne. Il joue de 2013 à 2024 pour Bordeaux Bègles dans le Top 14 français, après avoir fait partie de l'équipe des Sharks en Super Rugby et pour la Currie Cup.

## Biographie
En décembre 2018, il se rompt les ligaments croisés gauches au cours d'un match et reste indisponible pour la fin de la saison 2018-2019.